# NGC 5430
NGC 5430 ist eine Balken-Spiralgalaxie vom Hubble-Typ SBb mit hoher Sternentstehungsrate im Sternbild Großer Bär am Nordsternhimmel. Sie ist schätzungsweise 138 Millionen Lichtjahre von der Milchstraße entfernt und hat einen Durchmesser von etwa 90.000 Lj.

Im selben Himmelsareal befindet sich u. a. die Galaxie NGC 5402.
Das Objekt wurde am 17. März 1790 von dem deutsch-britischen Astronomen Wilhelm Herschel entdeckt.